# لداک
لداک (به انگلیسی: Ladock) یک روستا و محله مدنی در بریتانیا است که در کورنوال واقع شده‌است. لداک ۱٬۵۱۳ نفر جمعیت دارد.